# Йода, Абдул
Абдул Саид Разак Йода (фр. Abdoul Said Razack Yoda; 20 декабря 2000, Бобо-Диуласо) — буркинийский футболист, полузащитник датского клуба «Хобро».

## Клубная карьера
Футболом начал заниматься на родине. Играл за клубы «Кадиого» и УСФА. 11 сентября 2020 года подписал двухлетний контракт с клубом австрийской Бундеслиги «Хартберг» с опцией продления на ещё один год. 20 сентября дебютировал домашнем матче с «Вольфсбергом», заменив на 80-й минуте Тобиаса Кайнца. Впервые в стартовом составе вышел 31 октября в домашнем матче с венской «Аустрией», уступив на 66-й минуте место на поле Юлиусу Эртльталеру. 21 мая 2021 года в своём шестом матче за клуб на 78-й минуте получил прямую красную карточку; этот гостевой матч с «Санкт-Пёльтеном» стал последним для буркинийца в Бундеслиге.
Пройдя испытательный срок, 31 августа подписал контракт с клубом датского Первого дивизиона «Хобро». Дебютировал 10 сентября в гостевом матче с «Эсбьергом», заменив на 55-й минуте Себастьяна Аванцини. Впервые в стартовом составе вышел 18 сентября в домашнем матче с «Хорсенсом», уйдя на замену Джастину Шайбу на 73-й минуте. Первый гол за клуб забил 11 марта 2022 года в домашнем матче с «Фредерисией», выйдя в стартовом составе и выведя свою команду вперёд (матч закончился со счётом 3:1).

## Карьера в сборной
Был вызван в сборную Буркина-Фасо на матчи отбора к Кубку африканских наций 2023. В гостевом матче со сборной Эсватини находился на скамейке запасных.

## Статистика
| Клуб             | Сезон            | Лига | Лига | Кубки | Кубки | Еврокубки | Еврокубки | Итого | Итого |
| Клуб             | Сезон            | Игры | Голы | Игры  | Голы  | Игры      | Голы      | Игры  | Голы  |
| ---------------- | ---------------- | ---- | ---- | ----- | ----- | --------- | --------- | ----- | ----- |
| Хартберг         | 2020/21          | 5    | 0    | 1     | 0     | 0         | 0         | 6     | 0     |
| Хартберг         | Итого            | 5    | 0    | 1     | 0     | 0         | 0         | 6     | 0     |
| Хобро            | 2021/22          | 20   | 1    | −     | −     | −         | −         | 20    | 1     |
| Хобро            | 2022/23          | 30   | 0    | 3     | 0     | −         | −         | 33    | 0     |
| Хобро            | 2023/24          | 17   | 0    | 2     | 0     | −         | −         | 19    | 0     |
| Хобро            | Итого            | 67   | 1    | 5     | 0     | 0         | 0         | 72    | 1     |
| Всего за карьеру | Всего за карьеру | 72   | 1    | 6     | 0     | 0         | 0         | 78    | 1     |

## Внешние ссылки
- Профиль на сайте «Хобро» (датск.)